# Racomitrium marginatum
Racomitrium marginatum är en bladmossart som beskrevs av Lojacono 1884. Racomitrium marginatum ingår i släktet raggmossor, och familjen Grimmiaceae. Inga underarter finns listade i Catalogue of Life.